# Ironwood, Michigan
Ironwood är en stad i Gogebic County, Michigan, USA. Staden har 5 728 invånare (2005) och ligger tre mil söder om Övre sjön längs med Highway 2 intill Montreal River vid gränsen mot Wisconsin. Av Michigans städer är Ironwood den som ligger längst västerut. Staden har många mindre skidbackar, sjöar och campingområden.

## Historia
Den rika förekomsten av järnmalm gjorde att flera gruvor anlades här redan i slutet av 1800-talet. Till trakten flyttade flera svenska och finlandssvenska immigranter och en svensk missionskyrka startades. 1904 hade staden 10 019 invånare varav en fjärdedel var svenskar.